# Мігель Мартінес (велогонщик)
Мігель Мартінес (фр. Miguel Martinez, 17 січня 1976) — французький велогонщик.
Олімпійський чемпіон 2000 року з маунтінбайку, бронзовий призер 1996 року з маунтінбайку, учасник 2004 року.
Чемпіон світу з маунтінбайку 2000 року в крос-кантрі, срібний призер 1995 (крос-кантрі), 1999 (крос-кантрі) років.